# Phoenicanthus coriacea
Phoenicanthus coriacea là loài thực vật có hoa thuộc họ Na. Loài này được (Thwaites) H. Huber miêu tả khoa học đầu tiên năm 1985.